# ديفيد جولدي
ديفيد جولدي (بالإنجليزية: David Goldie)‏ هو سياسي نيوزلندي، ولد في 1842 في هوبارت في أستراليا، وتوفي في 1926 في أوكلاند في نيوزيلندا. حزبياً، نشط في الحزب الليبيرالي النيوزيلندي. وقد انتخب عضو مجلس النواب النيوزيلندي.